# Орта, Мария Тереза
Мария Тереза Орта (порт. Maria Teresa Mascarenhas Horta; 20 мая 1937, Лиссабон — 4 февраля 2025, Лиссабон) — португальская писательница и поэтесса, деятельница феминистского движения.

## Биография
По материнской линии принадлежит к высшей португальской аристократии, среди её предков — известная поэтесса Леонор ди Алмейда (1750—1839). Закончила филологический факультет Лиссабонского университета. Входила в группу Поэзия-61. Вместе с Марией Изабел Баррену и Марией Велью да Кошта возглавила феминистское движение в Португалии (их называли тремя Мариями). Его манифестом стала их совместная книга Новые португальские письма, переведённая на многие языки мира (заглавие — отсылка к знаменитым Португальским письмам Марианы Алкофорадо Габриэля-Жозефа Гийерага, XVII век). Сотрудничала с оппозиционным издательством Dom Quixote, основанным Сну Абекассиш, и по приглашению Португальской коммунистической партии была главным редактором журнала Mulheres в 1975—1989 годах.
Публикуется во многих газетах и журналах Португалии.
Скончалась 4 февраля 2025 года в Лиссабоне в возрасте 87 лет.

## Произведения
- Espelho Inicial, стихотворения (1960)
- Tatuagem (1961)
- Cidadelas Submersas, стихотворения (1961)
- Verão Coincidente (1962)
- Amor Habitado, стихотворения (1963)
- Candelabro (1964)
- Jardim de Inverno (1966)
- Cronista Não é Recado (1967)
- Minha Senhora de Mim, стихотворения (1967)
- Ambas as Mãos sobre o Corpo, новеллы (1970)
- Novas Cartas Portuguesas/ Новые португальские письма, в соавторстве (1971, переизд. 1979)
- Ana, повесть (1974)
- Poesia Completa I e II/ Собрание стихотворений (1983)
- Os Anjos (1983)
- O Transfer (1984)
- Ema, повесть (1984)
- Minha Mãe, Meu Amor (1984)
- Cristina, повесть (1985)
- Rosa Sangrenta (1987)
- Antologia Política (1994)
- A Paixão Segundo Constança H. (1994)
- O Destino (1997)
- A Mãe na Literatura Portuguesa (1999)
- Inquietude (2006)
- Palavras secretas, стихотворения (2007)
- As Luzes de Leonor, исторический роман о Леонор ди Алмейда Португал (2011)

## Признание
Великий офицер Ордена Инфанта дона Энрике (2004). Премия Дона Диниша (2011, отказалась принять из рук премьер-министра Педру Пасуша Коэлью, по её словам — «добившегося разрушения нашей страны»).